# المؤقت 555
المؤقت 555 (بالإنجليزية: 555 timer)‏ هو رقاقة إلكترونية متكاملة تستخدم في المؤقتات وتوليد النبضات وكذلك تستخدم في المذبذبات. كان أول انتشار للرقاقة عام 1971م عبر شركة سيقنتكس ، على الرغم من مرور سنين طويلة فالرقاقة مازالت واسعة الانتشار والاستعمال نظرًا لرخص سعرها وكفاءتها، ولقد أٌنتج من هذ الرقاقة مليار قطعة في عام 2003م .

## تاريخ

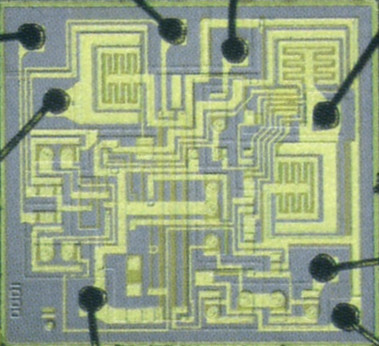
أول رقاقة لمؤقت 555

إن هذه الدائرة المتكاملة صممت على يد المهندس السويسري هانس آر. كامينزيند بموجب عقد لشركة سيقنتكس.أصبحت جزءًا من شركة فيليبس فيما بعد وفقًا للشركة المصنعة.

## التصميم
هذا المؤقت يحتوي على 25 ترانزستور و اثنين من صمام ثنائي و 15 مقاومة. الدائرة المتكاملة المؤقت 555 (IC Timer 555)
و تعمل كمؤقت بعد إضافة بعض المكونات لها وتخرج اهتزازات عند وضعين مختلفين كل فترة من الزمن,

## الأنواع
وهناك نوعين من المؤقت 555، مؤقت وحيد الاستقرار ومؤقت عديم الاستقرار.